# BMP

بنية لملف صورة بي إم بي

صيغة ملفات بي إم بي (بالإنجليزية: BMP file format) وتدعى أحياناً باسم bitmap هي صيغة ملف صورة تستخدم لتخزين الصور النقطية للصور الرقمية وبشكل خاص في ميكروسوفت ويندوز و نظام أو إس/2. تستعمل العديد من واجهات المستخدم الرسومية صيغة بي إم بي في تشغيلها، وتستخدم اللواحق .BMP أو .DIB لوصف هذا النوع من الملفات.

## تخزين النقاط (بكسل) في ملف BMP
مثل جميع صيغ ملفات الصور النقطية الأخرى تخزن البكسلات في ملفات بي إم بي غير المضغوطة مع معلومات عن العمق اللوني يأخذ القيم 1، 4، 8، 16، 24، أو 32 بت لكل بكسل. تكون الصور ذات 8 بت أو أقل لكل بكسل هي صور تدرج رمادي أو لون مفهرس. تكون الصور غير المضغوطة ذات حجم أكبر من الصور المضغوطة، على سبيل المثال فإن شعار ويكيبيديا ذو القياس 1058×1058 يأخذ حوالي 287.65 كيلوبايت بصيغة بي إن جي، بينما ذات الصورة ستأخذ حجم 3358 كيلوبايت بصيغة BMP ذو العمق اللوني 24-بت. عادة تكون الملفات الغير مضغوطة تأخذ وقتاً أطول للإرسال عبر الإنترنت لذلك يفضل عدم استعمالها في بناء مواقع الشبكة.
تخزن نقاط الصور ضمن صفوف. وبالاعتماد على العمق اللوني للصورة سوف يحتل كل بكسل من الصورة على الأقل حجم n/8 بايت (حيث n هو عمق البت، لأن 1 بايت يساوي 8 بت) وعليه من الممكن حساب الحجم التقريبي لصورة بي إم بي ذات n-بت (2n لون) مقدرة بالبايتات، متضمناً تأثير بداية كل كلمة معلوماتية بالعلاقة:
{\displaystyle {\mbox{rowsize}}=4\cdot {\Big \lfloor }{\frac {(n\cdot {\mbox{width}})+31}{32}}{\Big \rfloor }}
حيث أن تابع التقريب للأسفل يعطي أعلى عدد صحيح أقل أو يساوي إلى عدد الكلمات المعلوماتية 32 بت اللازمة من أجل تخزين n-بت بكسل، وبضربها بالعدد 4 ينتج عدد البايتات اللازمة.
كما من الممكن حساب حجم الملف من العلاقة:
{\displaystyle {\mbox{filesize}}\approx 54+4\cdot 2^{n}+{\mbox{rowsize}}\cdot {\mbox{height}}},
حيث أن height و width تكون مقدرة بالبكسل.
في الصيغة السابقة الرقم 54 هو حجم ترويسة الملف، والرقم {\displaystyle 4\cdot 2^{n}} هو حجم لوحة الألوان، والحجم المحسوب هو حجم تقريبي بسبب تغير حجم لوحة الألوان بحسب نظام التشغيل.

## معادلات لحساب حجم الملف وبايتات الملف مع وصف كل متغير تم استبداله بقيمة
4 × 2 × 503 × 2 ÷ 32 + 54 + 4 × 2^2 × 506 = 8401.5
n = 2
width = 503
height = 506
width هو الطول
height هو العرض
n هو عدد متبقى

## وصلات خارجية
- نظرة جدولية على ملفات الصور النقطية على sourceforge
- هيكلية ملف الصورة النقطية
- صور بي إم بي للاختبار نسخة محفوظة 25 يونيو 2006 على موقع واي باك مشين.
- شيفرة برمجية للتعامل مع ملفات بي إم بي